# Брыкин, Николай Александрович
Николай Александрович Брыкин (31 декабря 1895 или 19 [31] декабря 1895, Даратники, Владимирская губерния — 19 декабря 1979, Ленинград) — советский писатель, член Союза писателей СССР.

## Биография
Сын крестьянина-бедняка, Брыкин в 12 лет покинул родное село Даратники. Мыл чашки в московском трактире, выучился на повара. Занимался на вечерних курсах при университете Шанявского.
В 1916 году призван в вооружённые силы, служил в 5-й армии. Воевал на Северном фронте во время Первой мировой войны. В мае 1917 года вступил в РСДРП, организовал подпольную ячейку РСДРП в 16-м особом полку.
В начале 1918 года командовал полком Красной гвардии, сражался против наступающих немецких частей за Петроград. В феврале создавал партизанские отряды в Псковской и Тверской губерниях, участвовал в подавлении белогвардейских и кулацких восстаний.
В мае 1918 года назначен председателем контрольной комиссии, затем — военным комиссаром Великолукского уезда.
Осенью 1919 года участвовал в боях под Гатчиной против Юденича. Сражался на Северо-Кавказском фронте, где познакомился с Дмитрием Фурмановым и работал под его руководством в 22-й стрелковой дивизии.
Первый небольшой рассказ «Мечом и топором» напечатал в 1920 году в армейской газете.
После демобилизации в 1922 году по направлению партии стал студентом Ленинградского коммунистического университета, окончил его в 1925 году, работал журналистом. В 1927 году по поручению Ленинградского горкома ВКП(б) стал организатором Союза крестьянских писателей Ленинградской области, а затем председателем Ленинградского отделения Российского объединения пролетарско-колхозных писателей, которым и руководил до 1932 года.
В 1932 году появился его первый роман «Земля в плену».
В августе 1934 года участвовал в Первом Всесоюзном съезде советских писателей. Член правления Ленинградского отделения ССП (1934—1937).
В 1937—1941, 1946—1947 годах директор Ленинградского отделения издательства «Советский писатель».
Участник Великой Отечественной войны, с 1941 года Брыкин на военно-политической работе (секретарь партийной комиссии Ленинградского военного округа, комиссар 40-го гвардейского стрелкового корпуса, замполит корпусного госпиталя), в рядах 62-й армии защищал Сталинград. В боях за Берлин, при штурме Зееловских высот, был дважды ранен.
23 июня 1949 года арестован. 4 февраля 1950 года осуждён за антисоветскую агитацию, освобождён в 1954 году. После XX съезда партии был реабилитирован, ему вернули партийный стаж, звание подполковника и боевые награды.

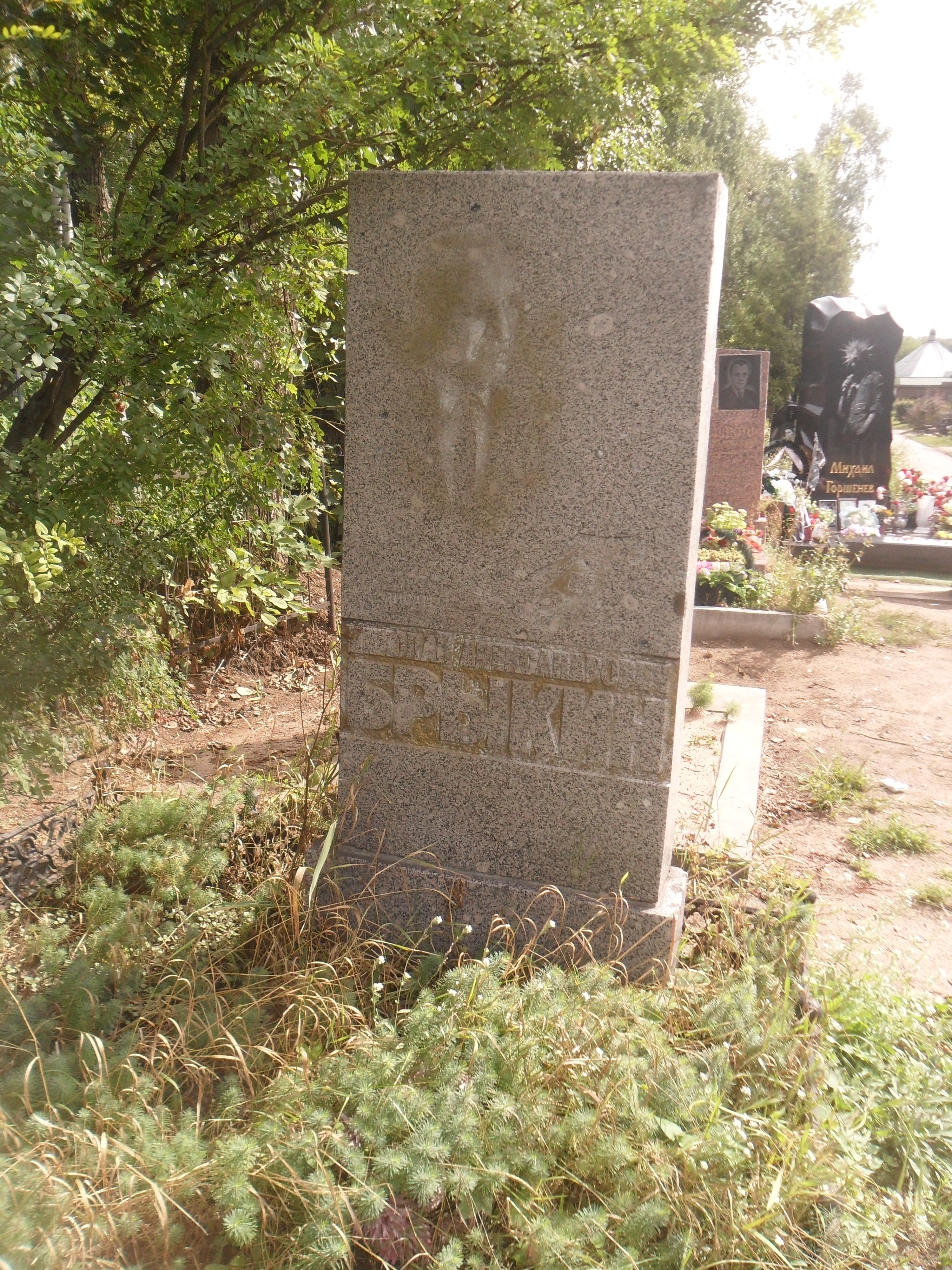
Могила Брыкина на Богословском кладбище Санкт-Петербурга.

Во время компании по осуждению Иосифа Бродского за тунеядство выступил на заседании Ленинградского отделения СП РСФСР 17 декабря 1963 года в поддержку обвинения.

## Творчество
Брыкин написал 16 книг, по двум киносценариям созданы художественные фильмы, напечатаны сотни очерков, статей, фельетонов, заметок, помещённых в различных газетах, журналах и сборниках.

### Произведения
- В новой деревне. — Л.: ГИЗ, 1925.
- Люди низин. — Л.: Прибой, 1927.
- Мучные короли. — М.: ГИХЛ, 1931.
- Золотой поток. — М.; Л.: Молодая гвардия, 1932.
- Провинциальная идея. — М.: Советский писатель, 1935. — была экранизирована, но фильм утерян.
- На границе. — Леноблиздат, 1937.
- Комиссар Свиль // Литературный современник. — 1937. — № 2. — С. 45—86.
- На заставе. — Л.: Гослитиздат, 1938.
- Искупление. — Л.: Детгиз, 1957.
- Земля в плену. Стальной Мамай. — Л.: Художественная литература, 1969.
- На восточном фронте перемены. — Л.: Советский писатель, 1975.

## Награды и память
- орден Ленина;
- орден Октябрьской Революции;
- орден Красной Звезды;
- орден Отечественной войны I степени;
- Почётный член Союза советских писателей.

Именем Н. А. Брыкина названа библиотека в селе Нагорье Переславского района.

## Семья
- Жена — Александра Николаевна Брыкина (р. 1901);
  - сыновья — Геннадий (р. 1919), Юрий (р. 1922).